# Sabino Coletta
Sabino Coletta (Buenos Aires, 12 maggio 1914 – ...) è stato un calciatore argentino, di ruolo difensore.

## Carriera
Marcatore destro roccioso che poteva far passare la palla ma non l'uomo. È ricordato per i tanti anni all'Independiente con cui ha vinto due titoli. Ha giocato anche nel Lanús e nel Flamengo vincendo un titolo carioca. Con la nazionale ha vinto la Coppa America 1941.

## Palmarès

### Club
- Campionato argentino: 2

Independiente: 1938
Independiente: 1939
- Campionato Carioca: 1

Flamengo: 1945

### Nazionale
- Coppa America: 1

1941